# Diffraktion
Når bølger (af f.eks. lyd eller lys) sendes igennem snævre åbninger godt og vel på størrelse med bølgernes længde, spredes de i bestemte mønstre: Dette fænomen kaldes for diffraktion. Et eksempel på optisk diffraktion ses på cd- og dvd-skiver, hvor informationen på »data-siden« danner et mere eller mindre regelmæssigt mønster med detaljer på størrelse med lysbølger. Lys med forskellige bølgelængder (dvs. forskellige farver) reflekteres i forskellige retninger, så set i ellers »farveløst« hvidt lys stråler disse skiver i farverige »regnbuemønstre«.

## Diffraktion i dobbeltspalte
På illustrationen til højre symboliserer de blå streger bølgetoppe, og de lodrette gule streger er en væg: Bølgerne kan kun passere denne væg gennem de to små huller (eller parallelle, smalle spalter) der er vist som »ophold« i linjen. De bølger der slipper igennem hullerne, optræder på den modsatte side af væggen som to punktformede »bølge-kilder«, og bølgefronterne fra disse »kilder« (buede blå linjer på illustrationen) interfererer med hinanden: I visse, smalle zoner (vist med grå pile) overlapper bølgetoppe med bølgetoppe (krydsende, blå buer) og skaber konstruktiv interferens og derved »adderes« de to bølgetoppe. Ind imellem disse zoner mødes bølgetoppe med med bølgedale, og »ophæver« således hinanden ved destruktiv interferens.

Som det ses på illustrationen, vil en af zonerne med konstruktiv interferens (og dermed høj intensitet) altid ligge i direkte forlængelse af den retning som den oprindelige planbølge kom fra: Denne zone (vandret grå pil) kaldes for »nulte orden«. Andre tilsvarende zoner med konstruktiv interferens tildeles et nummer m, talt i stigende rækkefølge væk fra 0. orden. Disse zoner, eller ordener, ligger i nogle bestemte vinkler {\displaystyle \theta _{m}} i forhold til 0. orden, givet ved gitterligningen:
{\displaystyle \sin \theta _{m}=m\cdot {\frac {\lambda }{d}}}

hvor
- {\displaystyle d} er afstanden mellem hullerne/spalterne i væggen, og
- {\displaystyle \lambda } er bølgelængden.

Den værdi for vinklen θm som man får af ovenstående formel, vil passe med det man i praksis vil måle i »stor« (i forhold til {\displaystyle d} og {\displaystyle \lambda }) afstand fra åbningerne. I området lige ud for åbningerne følger zonerne med destruktiv og konstruktiv interferens nogle hyperbel-formede grænser.

### En tråd som dobbeltspalte
I praksis behøver den gule forhindring ikke bestå af andet og mere end det lille stykke mellem de to åbninger. Lader man et snævert lysstrålebundt med velkendt bølgelængde, for eksempel en laserstråle, passere en enkelt, ganske smal forhindring med bredden d, vil en smule af lyset blive spredt i vinkler der stemmer med ovenstående formel: Noget af lyset passerer den ene side af forhindringen, mens noget passerer den anden side. Ved at måle vinklerne på de ordener som lyset spredes i, kan man med formlen regne sig tilbage til hårets tykkelse.

### Flere spalter
Er der mere end to huller eller spalter, vil hvert par »nabo-huller« skabe zoner med konstruktiv og destruktiv interferens i de samme vinkler, så længe alle huller er anbragt med ensartet indbyrdes afstand: Såkaldte optiske gitre består netop af mange spalter eller åbninger med ensartede afstande, og de mange samarbejdende par af »nabo-huller« medvirker til at samle mere lys lange de enkelte ordener. Billedet til højre viser interferensmønsteret bag forhindringer med 2 og 5 åbninger; bemærk hvordan flere åbninger giver mindre, mere fokuserede lyspletter.